# Samba duro
Pour les articles homonymes, voir Duro.
La samba duro (litt. samba dure) est un genre musical originaire de l'État de Bahia, dérivé de la samba de roda. Selon Tárik de Souza, la samba, bahianaise dans sa genèse, a continué à se développer à Bahia indépendamment de la samba urbaine de Rio de Janeiro, contribuant à l'origine de nouveaux genres tels que la samba dure elle-même, la samba-reggae, le pagode et la musique axé.
Les blocos afro de Bahia, comme Ilê Aiyê, ont la samba dure dans l'essence de leur son, aux côtés de l'Ijexá (pt) et d'autres rythmes candomblés.
La samba-reggae est pour sa part le résultat de la fusion de la samba dure et du reggae jamaïcain.
La samba dure est également le rythme interprété par les groupes de samba junino, une manifestation culturelle traditionnelle à Salvador de Bahia. De plus, le pagode bahianais a l’une de ses origines stylistiques les plus importantes dans la samba dure,,.